# Otojiro Kawakami
Otojiro Kawakami (川上 音二郎, Kawakami Otojiro, 8 de fevereiro de 1864 - 11 de novembro de 1911) foi um ator, dramaturgo e comediante japonês, responsável pela montagem e atuação das primeiras peças no Japão conscientemente baseadas em modelos ocidentais.

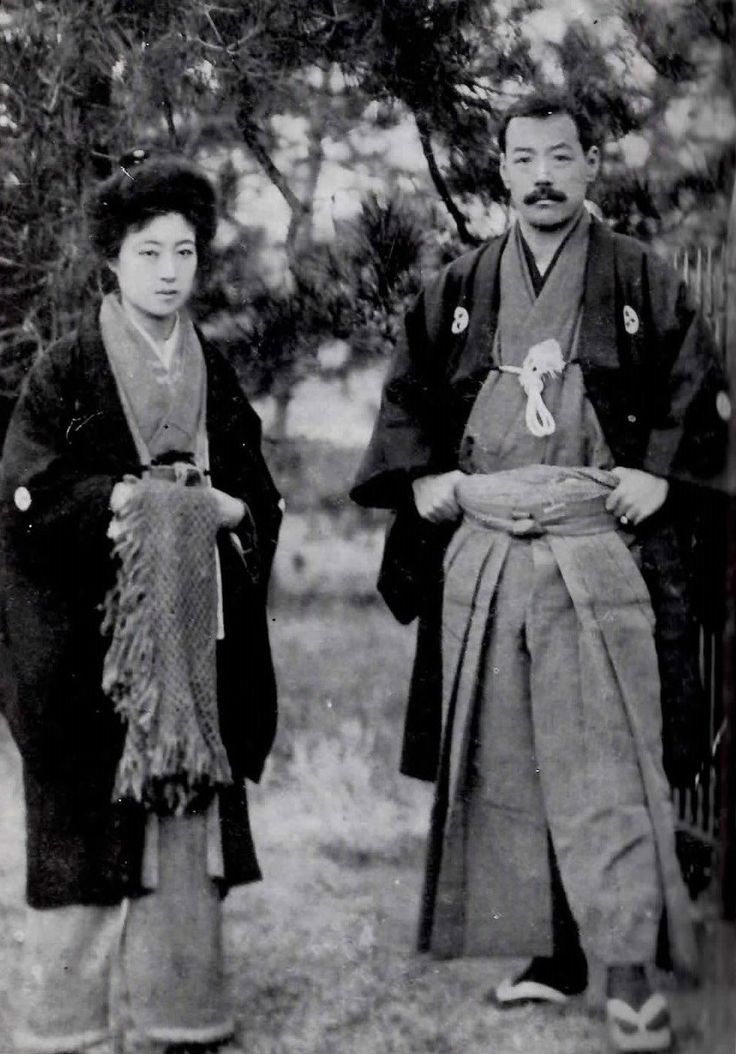
Kawakami e sua esposa, Sada Yacco

As primeira peças de Kawakami, durante o período Meiji, eram políticas e de intenção nacionalista. Após ele e sua esposa Sada Yakko atuarem na Europa e nos Estados Unidos (1899 e 1902), começaram a introduzir no Japão adaptações de Shakespeare, Maurice Maeterlinck e Victorien Sardou. Essas peças, no entanto, eram shimpa (melodramas).
Porém, as atuações de Yakko e de outras atrizes nas shimpa, ou "nova escola", marcaram a primeira vez que mulheres apareciam no palco profissional desde a época de Izumo no Okuni, dançarina do kabuki dos séculos XVI e XVII. Ainda há uma trupe de shimpa hoje em dia, em estilo que retém o sentimento e maneirismos do século XIX.